# Vor

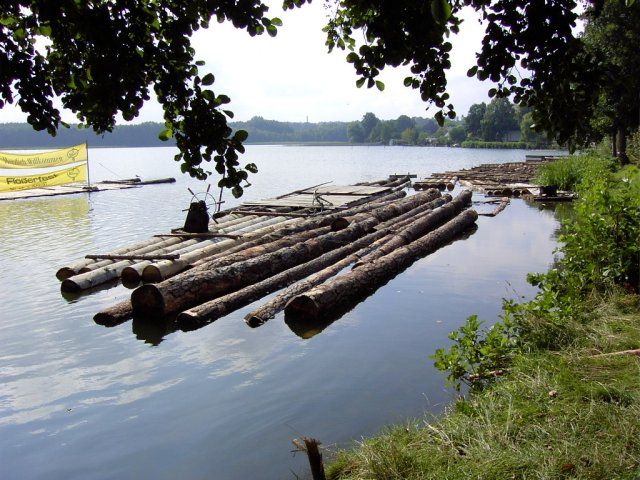
Vor

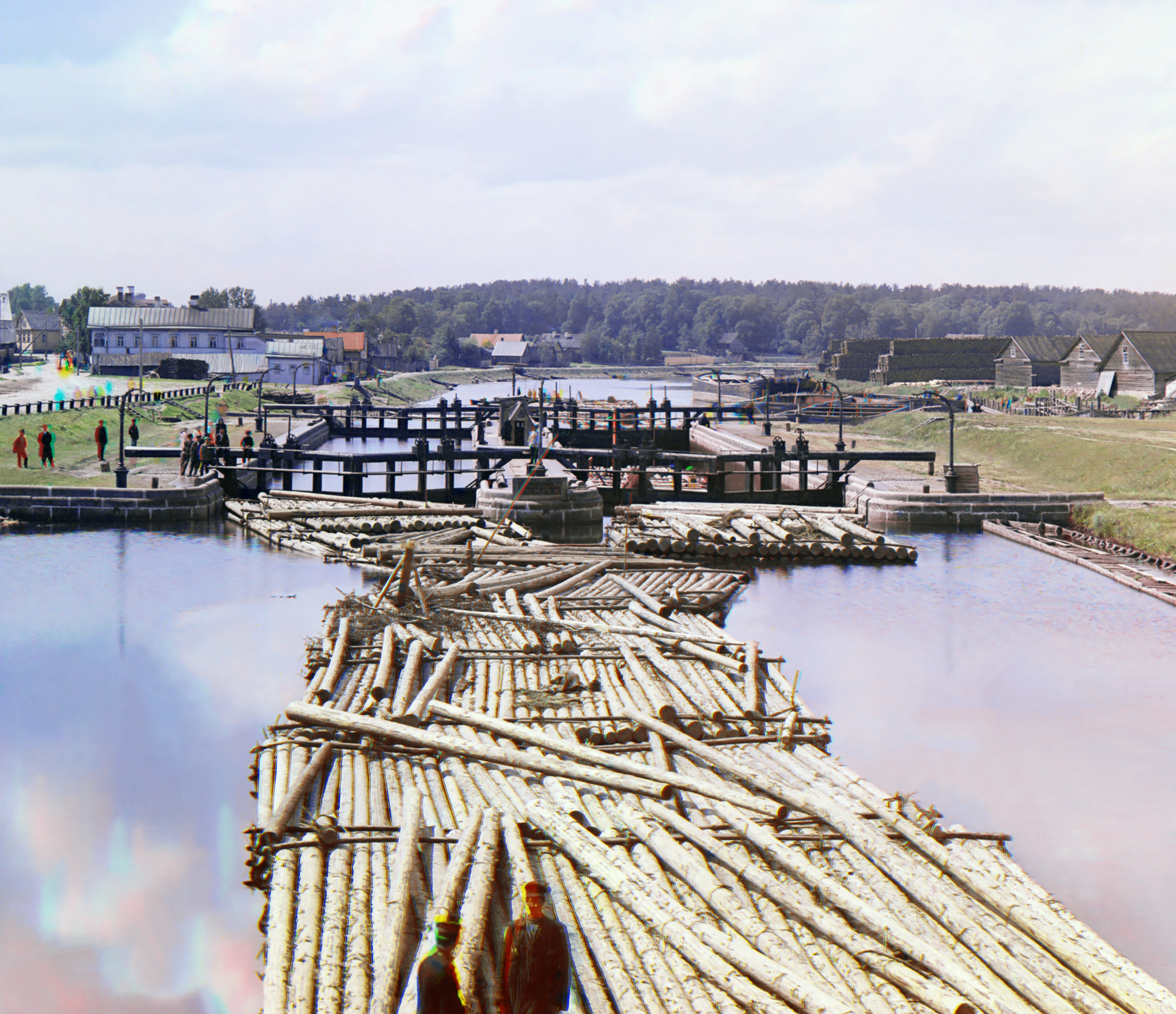
Vory na plavebním kanále ve Šliselburgu (Rusko)

Vor, zastarale také plť, je plavidlo sestavené z dřevěných klád a sloužící k jejich dopravě po proudu řeky nebo umělého kanálu. Vory byly kromě dopravy dřeva používány i k dopravě dalších nákladů a osob po proudu řeky. Vor patří k nejstarším lidským dopravním prostředkům.

## Označení
Slovo pramen (zřejmě z německého Prahmenflößerei – voroplavba) se používalo někdy pro jednotlivé desky (vor), jindy pro celé jejich soupravy. Ve středověkých listinách ze 14. století byl vor nazýván také plt (výraz plť se pro vor užívá dodnes ve slovenštině).

## Říční vory
Vory se při přepravě často svazovaly za sebe, takže celková délka soupravy mohla dosahovat na dolním toku až téměř 300 metrů. Na středním toku Vltavy se vory spojovaly až do délky kolem 150 metrů.
Vory se sestavovaly nebo převazovaly na vazištích čili splazech. Klády nashromážděné na vazištích se nazývaly plavučina. Rozlišovaly se různé standardní délky klád – například šesták, sedmák, dvanáctka, vosumnáctka. Ke svazování se používaly vořiny, houžve z mladých větví a kmínků změkčených napařením. Na některých vazištích (například v Praze) je připravovali specializovaní houžvaři. Na výtoních se z nich pak vytnutím stanoveného podílu dřeva vybírala naturální daň (jako obdoba mýtného).
Vory se stavěly podle poměrů na příslušné řece a podle velikosti toku, například ve vazišti Babice se vory z Lužnice a Nežárky převazovaly na vltavský způsob.

## Námořní vory
Vory byly používány i k námořní dopravě.
Podle teorie Thora Heyerdahla sloužily vory i k osidlování tichomořských ostrovů plavbou z Jižní Ameriky. Pro ověření své teorie postavil Heyerdal podle indiánského vzoru v roce 1947 balzový vor Kon-Tiki a na něm podobnou plavbu úspěšně uskutečnil. Podle pozdějších genetických výzkumů ale osidlování Tichomoří probíhalo patrně směrem z Asie.